# Стадион Тринидад
Стадион Тринидад (шп. Compleho Deportivo Guillermo Prospero Trinidad) је вишенаменски стадион у Орањестаду, Аруба. То је Национални стадион Арубе, назван по Гиљерму Тринидаду, политичару из истог краја (Дакота). Првобитно је стадион добио име по бившој холандској краљици Вилхелмини, али је име промењено 1994. након што је реновирање завршено. На стадиону се одржавају фудбалске утакмице и такмичења у атлетици. Има капацитет од око 5.000 гледалаца. Синбад је овде 1997. године извео своју ХБО комедију "Нотин' бут д фанк".

## Фотографије стадиона
- Трибине
- Трибине